# نساء خلف القضبان (فلم)
نساء خلف القضبان هو فيلم دراما مصري من إخراج نادية حمزة وبطولة بوسي، فاروق الفيشاوي، سماح أنور، سناء جميل، صفاء السبع وعفاف رشاد.

## نبذه
الشاويش طلعت سجانة بسجن النساء. تبذل ما في وسعها لتعليم وتربية ابنتيها نادية ومنى بعد وفاة والدهما. يطلب حاتم المعيد بكلية الحقوق يد نادية تلميذته لكن أمها نادية تمتنع لأنها تحلم بأن تزوج ابنتها من أحد الأثرياء. تصدم طلعت بابنتها نادية عندما تستقبلها كنزيلة بالسجن بسبب تورطها في قضية مخلة بالآداب.

## طاقم العمل
- بوسي بدور نادية عزمي
- فاروق الفيشاوي بدور حاتم عبد الرحيم
- سماح أنور بدور منى عزمي
- سناء جميل بدور شاويش طلعت
- صفاء السبع بدور ليلى
- عفاف رشاد بدور السجينة بنت الليل

## وصلات خارجية
- مقالات تستعمل روابط فنية بلا صلة مع ويكي بيانات